# Jamie-Lee Kriewitz
Jamie-Lee Kriewitz (ur. 18 marca 1998 w Springe) – niemiecka piosenkarka.
Zwyciężczyni piątej edycji programu The Voice of Germany (2015). Reprezentantka Niemiec w 61. Konkursie Piosenki Eurowizji (2016).

## Życiorys
Urodziła się w Springe koło Hanoweru. Jej ojciec jest perkusistą w niemieckim zespole punk rockowym 3Zylinder. Gdy miała 12 lat, wstąpiła do chóru gospel Joyful Noise.
17 grudnia 2015 zwyciężyła w finale piątej edycji programu The Voice of Germany. 25 lutego 2016 zwyciężyła z utworem „Ghost” w programie Unser Lied für Stockholm, zdobywszy 44,5% głosów, dzięki czemu została reprezentantką Niemiec podczas 61. Konkursu Piosenki Eurowizji w Sztokholmie. 14 maja zajęła ostatnie, 26. miejsce w finale konkursu. Z piosenką „Ghost” dotarła do 11. miejsca listy przebojów w Niemczech, a także trafiły do notowań w Austrii i Szwajcarii. Latem wyjechała do Korei Południowej, gdzie nagrała teledysk do singla „Wild One”.

## Życie prywatne
Od 2012 jest weganką.
Interesuje się kulturą azjatycką, fascynuje się anime i mangą oraz japońskim stylem „decora kei”.

## Dyskografia

### Albumy studyjne
- Berlin (2016)